# Gortyna aureomaculata
Gortyna aureomaculata är en fjärilsart som beskrevs av Johann August Ephraim Goeze 1781. Gortyna aureomaculata ingår i släktet Gortyna och familjen nattflyn. Inga underarter finns listade i Catalogue of Life.